# トゥトゥアンサンブル
『トゥトゥアンサンブル』は, NHK教育テレビジョンで1997年4月7日から2000年3月13日まで放送されていた小学校3年生・4年生向けの学校放送（教科：音楽）である。

## 放送時間
| 期間                         | 放送時間             |
| ---------------------------- | -------------------- |
| 1997年4月7日 - 2000年3月13日 | 月曜日 10:00 - 10:15 |

別の時間帯での再放送あり。

## キャラクター
トゥトゥトゥリー
声 - 玄田哲章
音楽の森にあるリコーダーの神様の木。リコーダーを模した形の幹をしており、リコーダーのトーンホールと同じ位置に「うろ」がある。97年度はリコーダーの苦手なケンを音楽の森に招き入れた。リコーダーと同じく3つに折れて倒れていたが、ケンとララに組み立てられて復活する。97年度の段階では話すことはできず、うなり声を発し、ララやピピが翻訳する。中にあるキーボーズスタジオにケンが入るために毎回課題を出し、必要な運指を示すために、うろを光らせてトーンホールの位置を示す。98年度には流暢に人の言葉を話し、コースケと直接コミュニケーションを取るようになる。99年度は一転して単なる背景となってセットに立つだけになる。
ピピ
声 - 北島智恵子
トゥトゥリーのお使いを務めるCGキャラクター。卵形の全身から短い手足が生え、耳の位置に三十二分音符を模した角または翼を持ち、空中に浮いている。97年度はキーボーズスタジオへケンを招くための採点者の役を担い、アドバイスを送る。合格したら「タカタカティキティキティキトゥトゥトゥリー」の呪文を伝える。99年度はオープニングアニメーションとサブタイトルの読み上げだけに出番が減少。

## 出演者

### 1997年度
舞台はトゥトゥトゥリーの中にある「キーボーズスタジオ」。リコーダーが苦手なケンはトゥトゥトゥリーの魔力で音楽の森に招き入れられた。妖精ララの案内でトゥトゥトゥリーに引き合わされたケンは、毎回出される課題をクリアしながらリコーダーの技量を上げていく。クリアできたら、キーボーズスタジオに招かれ、キーボーズのレクチャーとゲストを招いての「ショータイム」に参加できるのだった。このような流れから、前半はリコーダーのレクチャー、後半はゲストとキーボーズの演奏鑑賞という構成になっている。
ケン
演 - 立澤真明
キーボーズスタジオで苦手なリコーダーを教わる少年。
ララ
演 - 本谷美加子
笛の妖精であり、通常演奏に用いるオカリナを常に携帯しているほか、帯には多種多様な笛を備えている、序盤で歌ったり演奏したりしてケンを誘い、ピピと一緒にリコーダーを上手に吹くコツをケンに教える。
キーボーズ
演 - 斎藤雅広
トゥトゥトゥリーの中に住んでいる音楽の森の管理人。紫の作務衣に鍵盤の襷、音符の帯をまとい、黄色ふちのメガネにメッシュのヘアスタイルという派手な姿のハイテンションなピアニストで、演奏の合間に「いぇい!」と叫んではVサインを示す。毎回ゲストを呼んでは「ショータイム」を展開する。ショータイムに入ると一転して正装となり、演奏に没頭する。

NHK提供「NHKクロニクル」にて放送日程が明示してある当番組の放送日程を示す。
| 日程     | タイトル               | ケンの課題 | 「ショータイム」楽器   | 「ショータイム」ゲスト                                                             |
| -------- | ---------------------- | ---------- | ---------------------- | ---------------------------------------------------------------------------------- |
| 4月7日   | 音楽の森への旅         |            |                        |                                                                                    |
| 4月21日  | ピアノはおどる         | 「シ」の音 | ピアノ連弾             | 中村紘子                                                                           |
| 5月12日  | リズムはまかせて       | 姿勢       | ラテンパーカッション   | マーク・ディローズ                                                                 |
| 5月26日  | 木琴のなかまたち       |            | 木琴・鉄琴など         | 桐朋マリンバ・アンサンブル                                                         |
| 6月9日   | フルートのきらめき     |            | フルート               | 中川昌三                                                                           |
| 6月23日  | 声はすてきな楽器       |            | 独唱                   | 佐藤しのぶ（ソプラノ）・池田直樹（バリトン）                                       |
| 7月7日   | あたたかいひびき       |            | 木管楽器               | 村井祐児・北村英治（クラリネット）・岡崎耕治（ファゴット）・池田昭子（オーボエ）   |
| 8月25日  | ふえはうたう           |            | リコーダー             | 吉沢実（リコーダー）・曽根麻矢子（チェンバロ）・神戸愉樹美（ヴィオラ・ダ・ガンバ） |
| 9月17日  | 日本のリズム           |            | 和太鼓等               | 林英哲・望月太八次郎                                                               |
| 9月29日  | はなやかな勇者         |            | トランペット           | 高橋敦・杉本正毅・三沢慶                                                           |
| 10月13日 | 力強いひびき           |            | 金管アンサンブル       | 松崎裕 ザ・ブラス                                                                  |
| 10月27日 | バイオリンのしらべ     |            | ヴァイオリン           | 千住真理子                                                                         |
| 11月10日 | やわらかなひびき       |            | 弦楽器                 | 溝口肇（チェロ）                                                                   |
| 11月26日 | 歌声を重ねて           |            | 重唱                   | 塩田美奈子 タイム・ファイブ（男声クインテット）                                    |
| 12月8日  | ひざの上のオーケストラ |            | ギター・マンドリン     | 岡崎倫典（ギター）                                                                 |
| 1月5日   | 風の音色               |            | アコーディオン等       | パトリック・ヌジェ 桑山哲也（ともにアコーディオン）                                |
| 1月19日  | 新しい音の世界         |            | 電子楽器               | 中村幸代（キーボード）                                                             |
| 2月2日   | みんなで歌おう         |            | 合唱                   | 黒田晋也（テノール） 東京放送児童合唱団                                            |
| 2月16日  | ひびけリコーダー       |            | リコーダーアンサンブル | 東京リコーダー・オーケストラ（99年度に出演する金子健治が所属）                     |
| 3月2日   | 音楽の森の指揮者       |            | オーケストラ           | 山下一史（指揮者） 慶応大学ワグネルソサエティ・オーケストラ                        |

### 1998年度
98年度は97年度のコンセプトを生かしながら設定を大幅に変え、舞台は音楽の森の中央にある「音楽の広場」に移した。出演者は子役を交代し、斎藤と本谷は前年度から同キャラクターで引き続き出演。自宅の裏山に不思議な木を見つけたサッカー少年コースケは、笛の妖精ララに出会い、トゥトゥトゥリーを紹介される。ララと手をつないで回ると、音楽の森の宣伝マンと自称するキーボーズを招き、ショータイムに誘われるのだった。ショータイムではその回のゲストが、本番組の課題曲である『小さな世界』を演奏・歌唱する。今年度は「がんばリコーダー」というミニコーナーを設定し、前番組「ふえはうたう」で指導した吉沢実監修の下、ケーナ奏者としても名高い俳優田中健を先生役とし、生徒の三輪麻未を指導する形で奏法を学習する。
コースケ
演 - 佐藤光将
音楽の広場でキーボーズの仕事の手伝いをする少年。
ララ
演 - 本谷美加子
音楽の森の道案内役。衣装は前年度と同じ。
キーボーズ
演 - 斎藤雅広
音楽の森の宣伝マン。衣装は前年度と同じ。
先生
演 - 田中健
「がんばリコーダー」のコーナーに出演。
生徒
演 - 三輪麻未
「がんばリコーダー」のコーナーに出演。
| 日程     | タイトル               | がんばリコーダー課題 | テーマ           | ゲスト                                                                                                 |
| -------- | ---------------------- | -------------------- | ---------------- | --- |
| 4月6日   | 音楽の森へ             |                      |                  | |
| 4月20日  | リズムで楽しく         |                      | 打楽器           | カルロス菅野・熱帯JAZZ楽団                                                                             |
| 5月11日  | ピアノは魔法の箱?      |                      | ピアノ           | 生明慶二                                                                                               |
| 5月25日  | 歌えリコーダー         |                      | リコーダー       | 篠原理華+アンサンブル                                                                                  |
| 6月8日   | 心にひびく歌声         |                      | 独唱             | 市原多朗（テノール）小林晴美（ソプラノ）                                                               |
| 6月22日  | フルートは歌う         |                      | フルート         | 小出信也                                                                                               |
| 7月6日   | 音楽の森に夏が来た     |                      | 1学期の復習      | |
| 8月24日  | 木琴のなかまたち       |                      | マリンバ等       | 新谷祥子（マリンバ） 野田美佳（木琴） クリストファー・ハーディ（ハンドドラム）                         |
| 9月9日   | ふえのなかまたち       |                      | 木管楽器         | 田中健（ケーナ） 藤山明（パンフルート） 竹中俊二（ギター）                                             |
| 9月28日  | あたたかいひびき       |                      | 木管楽器         | 赤坂達三（クラリネット）                                                                               |
| 10月12日 | 声のアンサンブル       |                      | 重唱（アカペラ） | サーカス                                                                                               |
| 10月26日 | バイオリンのしらべ     |                      | ヴァイオリン     | 徳永二男                                                                                               |
| 11月9日  | やわらかなひびき       |                      | 弦楽器           | 徳永二男・三浦章広・安藤裕子（ともにヴァイオリン） 山本祐ノ介（チェロ）                                |
| 11月27日 | ひざの上のオーケストラ |                      | ギター           | 福田進一                                                                                               |
| 12月7日  | 音楽の森に冬がきた     |                      | 2学期の復習      | |
| 1月4日   | 日本の音               |                      | 和楽器           | 朝香麻美子・設楽聡子（筝） 清野勝樹（尺八） 宮坂真理子                                                 |
| 1月18日  | みんなで歌おう         |                      | 合唱             | 東京放送児童合唱団                                                                                     |
| 2月1日   | ひびけファンファーレ   |                      | 金管楽器         | 大隅雅人・高橋敦（トランペット） 今井仁志（ホルン） 荻野昇（トロンボーン） 佐藤潔（チューバ）          |
| 2月15日  | 楽しいアンサンブル     |                      | アンサンブル     | 新谷祥子 クリストファー・ハーディ（マリンバ） 山本祐ノ介・三浦章広・三浦道子・安藤裕子（ヴァイオリン） |
| 3月1日   | さようなら音楽の森     |                      | 1年間の振り返り  | |

### 1999年度
舞台はトゥトゥトゥリーの下。出演者が総入れ替えされ、97・98年度に比べてストーリー性は薄くなり、オーソドックスな鑑賞・指導の形態となった。音楽の森を訪ねたユキ（赤松由貴）とショウタ（内田叡良）はジュン（神矢ゆき）と出会い、音楽の森を紹介される。2人はジュンの案内で演奏したり、ネコさん（金子健治）にリコーダー奏法を習ったり、森の住人であるゲスト音楽家たちの演奏を鑑賞し、演奏に加わる。リコーダー指導の時間は前半に取られ、課題曲を通して奏法を身につけていくようになる。指使いは、指ごとに色をつけた白手袋「左手くん」「右手ちゃん」が、リコーダーに見立てた透明管を持って演奏する様子を捉えた映像で示す。
2000年3月6日に最終回が放送され、翌週3月13日の最終回再放送分をもって番組は終了した。
| 日程     | タイトル           | 課題 | テーマ                  | ゲスト                                                     |
| -------- | ------------------ | ---- | ----------------------- | ---------------------------------------------------------- |
| 4月5日   | 耳をすまして1      |      |                         |                                                            |
| 4月19日  | からだは楽器       |      |                         |                                                            |
| 5月10日  | たたけばリズム     |      |                         |                                                            |
| 5月24日  | はずんでドレミ     |      |                         | 塩浜玲子（マリンバ）                                       |
| 6月7日   | 息をあつめて       |      | リコーダー              |                                                            |
| 6月21日  | 指ではじけば       |      | 弦楽器                  | 柴田杏里（ギター） 木村茉莉（ハープ）                      |
| 7月5日   | 音楽はともだち1    |      | 1学期の復習             |                                                            |
| 8月23日  | 耳をすまして2      |      |                         |                                                            |
| 9月13日  | ピアノは魔法の箱   |      | ピアノ                  | 関孝弘                                                     |
| 9月27日  | 日本のリズム       |      | 和楽器                  | 日本音楽集団 北島直樹（ピアノ）                            |
| 10月15日 | ふえのなかま       |      |                         | 萩原貴子（フルート） 西脇千花（ピアノ） 東京放送児童合唱団 |
| 10月25日 | 声をかさねて       |      | 重唱                    | ボニージャックス 西脇千花                                  |
| 11月8日  | バイオリンのしらべ |      | ヴァイオリン            | 水野佐知香                                                 |
| 11月22日 | やっぱりラッパ     |      |                         | 坂井俊博（トランペット）                                   |
| 12月6日  | 音楽はともだち2    |      | 2学期の復習             |                                                            |
| 1月14日  | 耳をすまして3      |      |                         |                                                            |
| 1月24日  | 日本の音           |      | 和楽器                  | 三橋貴風（尺八） 福永千恵子（筝）                          |
| 2月7日   | ひびけ歌声         |      | 合唱                    | 東京放送児童合唱団                                         |
| 2月21日  | 楽しいアンサンブル |      |                         |                                                            |
| 3月6日   | 音楽はともだち3    |      | 最終回、1年間の振り返り |                                                            |

ユキ
演 - 赤松由貴
ショウタ
演 - 内田叡良
ジュン
演 - 神矢ゆき
ネコさん
演 - 金子健治

## スタッフ
- リコーダー指導 - 吉沢実[8]、篠原理華
- プロデューサー - 華山益夫